# Cornelia Maria Haakman
Pour les articles homonymes, voir Haakman et Warnsinck.
Cornelia Maria Haakman ou C. M. Warnsinck, née le 29 mars 1787 à Amsterdam et morte le 14 juillet 1834 à Arnhem est une peintre néerlandaise.

## Biographie
Cornelia Maria Haakman naît le 29 mars 1787 à Amsterdam.
Peintre de fleurs et de fruits, elle expose ses œuvres dans sa ville natale en 1814 et les années suivantes.
Elle meurt le 14 juillet 1834 à Arnhem,.